# We Are No Saints
«We Are No Saints» es un sencillo de la banda finlandesa Blind Channel, lanzado el 12 de noviembre de 2021 como el segundo de su cuarto álbum de estudio Lifestyles of the Sick & Dangerous.

## Descripción
Este es el octavo tema del álbum y representa una respuesta del grupo a quienes los han presionado tras el éxito alcanzado durante el año con el sencillo Dark Side : 

Después de nuestro reciente avance, hemos recibido muchas solicitudes de la industria de la música, de la gente que nos rodea y también del gobierno. Todos los ojos están puestos en nosotros y no todos están felices de que sacudamos las jaulas, musicalmente o no. Algunas personas quieren que seamos algo que no somos para encajar en el concepto de modelos a seguir: héroes nacionales. Este pasaje es nuestra respuesta a estas solicitudes. Somos muchas cosas, pero no somos santos.